# Winger (Album)
Winger ist das 1988 veröffentlichte Debütalbum der US-amerikanischen Hard-Rock-Band Winger.

## Hintergrund
Die Gruppe Sahara war von Kip Winger und Paul Taylor zusammen mit Reb Beach und Rod Morgenstein gegründet worden. Winger und Taylor waren zuvor als Musiker auf der Constrictor-Tournee von Alice Cooper unterwegs gewesen und hatten sich anschließend entschlossen, gemeinsam ein eigenes Projekt zu starten. Sahara erhielt einen Plattenvertrag mit Atlantic Records und begab sich mit Produzent Beau Hill ins Studio, um das Debütalbum aufzunehmen. Erst kurz vor der Veröffentlichung des Albums benannte sich die Gruppe in Winger um. Da das Albumcover bereits fertig gestaltet war, wurde lediglich der Bandname eingefügt; der ursprüngliche Name der Gruppe ist auf dem Cover noch zu erkennen (rechte untere Ecke).
Die Schallplattenausgabe des Albums enthielt 10 Titel, die CD-Ausgabe zusätzlich das Lied Higher and Higher. Neben den eigenen Titeln hatte die Band auch eine Coverversion des Jimi-Hendrix-Liedes Purple Haze aufgenommen, zu dem Dweezil Zappa ein Gitarrensolo beisteuerte, das auf dem linken Tonkanal zu hören ist.

## Titelliste
1. Madalaine (Winger, Beach) – 3:41
2. Hungry (Winger, Beach) – 3:58
3. Seventeen (Winger, Beach, Hill) – 4:04
4. Without the Night (Winger, Taylor, Beach) – 5:05
5. Purple Haze (Hendrix) – 3:37
6. State of Emergency (Winger, Taylor) – 3:35
7. Time to Surrender (Winger, Beach) – 4:09
8. Poison Angel (Winger, Beach) – 3:27
9. Hangin On (Winger, Beach, Hill) – 3:34
10. Headed for a Heartbreak (Winger) – 5:10

Bonus-Track der CD-Ausgabe:
1. Higher and Higher (Winger, Beach) – 3:18

## Rezeption
Winger erreichte Platz 21 der Billboard 200, die drei ausgekoppelten Singles erreichten allesamt die Billboard Hot 100, wobei Headed for a Heartbreak sogar die Top 20 erreichte. Das Album wurde am 27. Januar 1989 in den USA mit einer Goldenen Schallplatte ausgezeichnet; bereits am 13. Juni folgte dann Platin.
Holger Stratmann schrieb für Rock Hard, er habe „außer einer Vorabcassette mit den Titeln und dem Vermerk »Produced by Beau Hill«“ selbst nichts zur Hand, das etwas über Winger aussagen könnte, das sei aber auch gar nicht nötig. Die Gruppe spiele „interessanten Kommerz-Hardrock im Stil von Dokken, Prophet, Bon Jovi“ etc., es sei also „nichts überragend Neues“, aber „trotzdem empfehlenswert, da die Combo Klasse“ besitze und ausgezeichnet produziert worden sei. „Mehrstimmige Refrains, Keyboards, ein herausragender Sänger, zwei Balladen, acht (meist gute) Kommerzrocker, darunter eine Coverversion (‚Purple Haze‘) – das sage doch eigentlich schon alles.“